# 孔雀棘鰍
孔雀棘鰍（學名：A. pavonacea），為輻鰭魚綱鯉形目條鳅科的其中一個種，被IUCN列為易危保育類動物，分布亞洲印度阿薩姆邦雅魯藏布江流域，體長可達8公分，棲息在水質清澈、礫石底質的流動水域，生活習性不明。

## 扩展阅读
維基物種上的相關：孔雀棘鰍